# Klimakammer

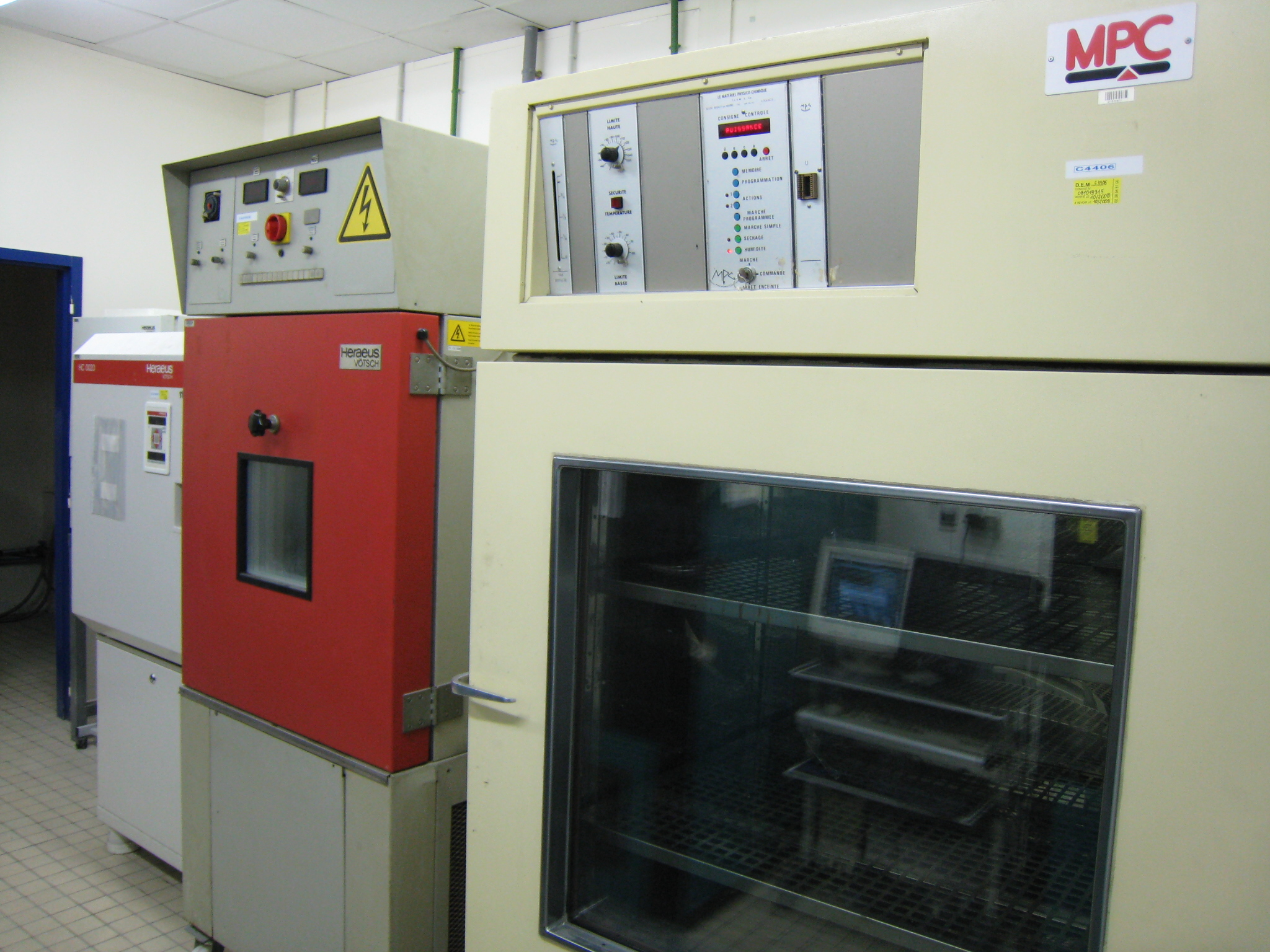
Klimaschrank mit einstellbarer Luftfeuchte und Temperatur

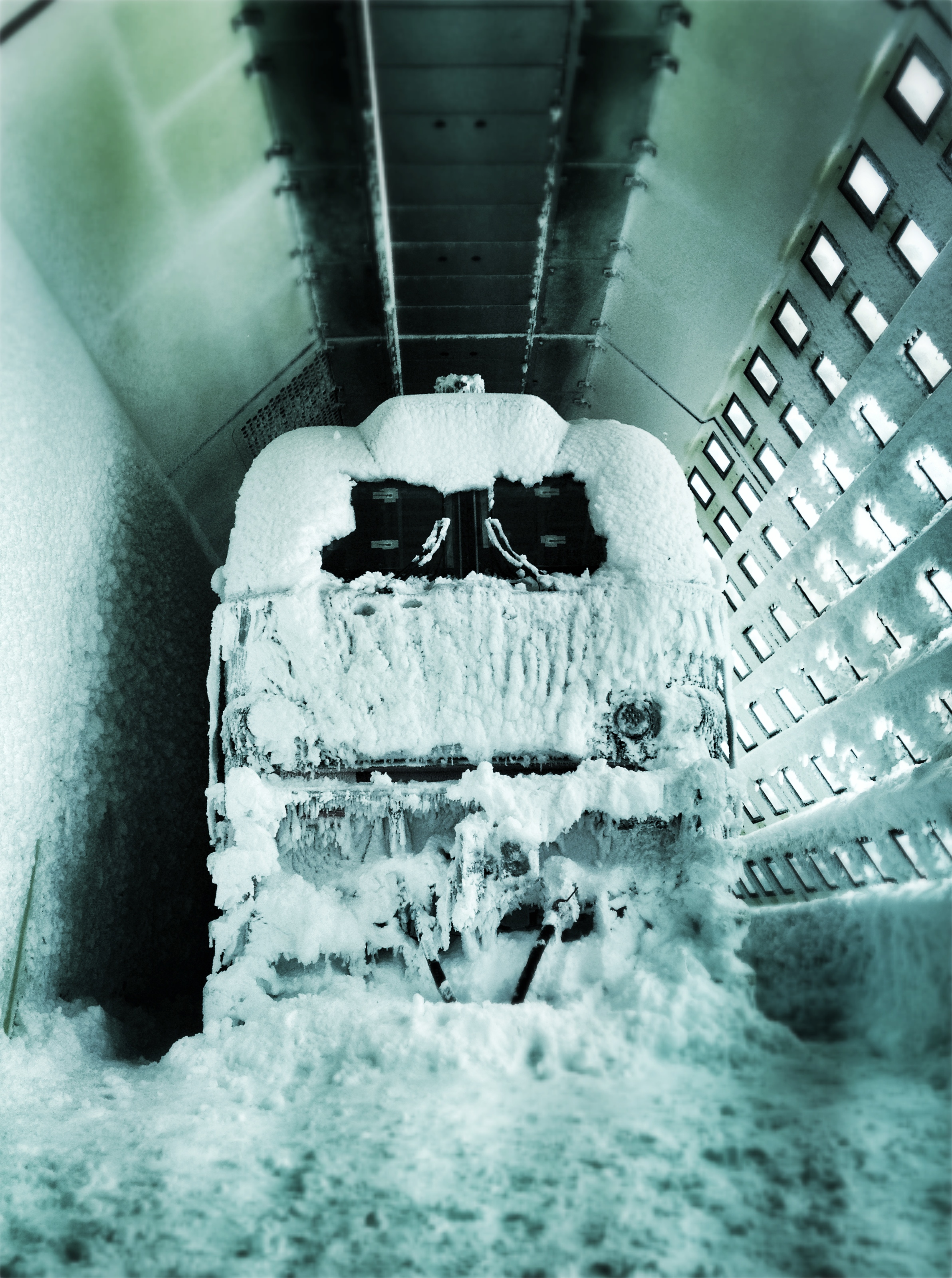
Lokomotive in der RTA-Klimakammer in Wien bei −50 °C

Eine Klimakammer ist eine Prüfkammer oder Bestandteil einer Messanordnung und dient zur Erzeugung und Aufrechterhaltung eines festgelegten Klimas, in der Regel Temperatur und Luftfeuchtigkeit, für die Zeitdauer der Messung oder Prüfung. Klimakammern haben oft die Größe eines kleinen Raumes (10 m²) bis hin zu einer kleinen Halle (ca. 70–150 m²). Im Unterschied hierzu dient ein meist wesentlich kleinerer Klimaschrank der Aufbewahrung eines Gutes bei konstanter Temperatur und Luftfeuchtigkeit über einen längeren Lagerzeitraum.
Klimakammern können auch für Umweltsimulationen verwendet werden und sind dann in der Lage, wesentlich mehr Parameter zu simulieren. Dazu gehören Temperatur, Luftfeuchtigkeit, Sonnenlicht, CO2-Konzentration, Sauerstoffkonzentration, Regen oder Schnee und Wind. Eine Form der Klimakammer stellen Höhenklimakammern dar, bei denen durch Vakuumpumpen der Luftdruck abgesenkt und mit zusätzlichem Entzug von O2 und Zugabe von CO2 die Meereshöhe simuliert werden kann. Dies reicht üblicherweise bis 5000 Meter Meereshöhe, in seltenen Fällen bis zu 9000 Metern. Für komplexere Prüfungen unter Einbeziehung von Schadgasen ist zu berücksichtigen, wie homogen die kombinierten korrosiven Belastungen in der Klimakammer verteilt sind. Zur optimierten Positionierung des Prüfgutes hat es sich bewährt, vorher ein Monitoring unter Verwendung von geeigneten Stress-Dosimeter-Materialien durchzuführen.
Bei den sogenannten Klimaprüfungen und bei Klimawechseltests können sich periodisch Temperatur oder Luftfeuchtigkeit während der Prüfung ändern. Diese Prüfungen dienen häufig zur Qualitätssicherung von Produkten, zur Simulation von Lager- oder Alterungsprozessen sowie zum Nachweis, dass ein Produkt bei einem bestimmten Klima (z. B. bei Hitze und hoher Luftfeuchtigkeit in den Tropen) funktionsfähig ist. Auf Grund der Wichtigkeit werden viele dieser Tests in kalibrierten Klimakammern durchgeführt.
Eine Klimakammer hat in der Regel ein Nennvolumen, welches das Volumen des Prüfraums angibt. Weitere Kennwerte von Klimakammern sind Maxima und Minima der erzeugbaren Temperatur und Luftfeuchte sowie deren maximal mögliche Änderungsrate.